# República Napolitana (1799)
La República Napolitana o República Partenopea  (en italiano: Repubblica Napoletana) fue un régimen político implantado en Nápoles entre el 21 de enero de 1799 al 13 de junio de 1799, momento en el que se restauró la monarquía borbónica en el país, con Fernando IV, de nuevo, como rey de Nápoles. Esta república fue una «república hermana» y un estado satélite de la Primera República Francesa.

## Orígenes de la república
Al comienzo de la Revolución francesa, el rey Fernando IV de Nápoles y la reina María Carolina no se opusieron a las reformas, pero, tras la caída de la monarquía francesa, cambiaron de postura y se opusieron primero con tibieza, pero luego frontalmente al reformismo, de modo que en 1793 formaron la Primera Coalición en contra de Francia, instituyendo severas persecuciones contra todos los que remotamente fueron sospechosos de simpatías francesas. El republicanismo, sin embargo, fue ganando terreno, especialmente entre la aristocracia. 
En 1796 se firmó la paz mediante el Tratado de París entre Fernando IV y el Directorio que gobernaba en Francia. Sin embargo, en 1798, mientras Napoleón se ausentaba para la campaña en Egipto y después de que Nelson venciera a la Armada francesa en la batalla del Nilo, María Carolina persuadió a Fernando para entrar nuevamente en guerra con Francia. El mismo Nelson llegó a Nápoles en septiembre de 1798, donde fue recibido con entusiasmo. El ejército Napolitano tenía 70 000 hombres rápidamente emplazados bajo el mando del general austriaco Karl von Mack: el 29 de octubre entraron en Roma, evacuada previamente por los franceses, con el objetivo de restaurar la autoridad papal. No obstante, tras un repentino contraataque francés, sus tropas tuvieron que retirarse y cambiar de rumbo.
El rey apresuradamente regresó a Nápoles. Aunque los lazzaroni (la clase más baja del pueblo) eran devotos a la dinastía de Borbón y tenían la intención de defenderla, Fernando huyó en el Vanguard, el barco de Nelson, y puso rumbo a Palermo junto con su corte. Francesco Pignatelli, marqués de Laino, se hizo cargo de la ciudad en calidad de vicario general y la flota fue incendiada.

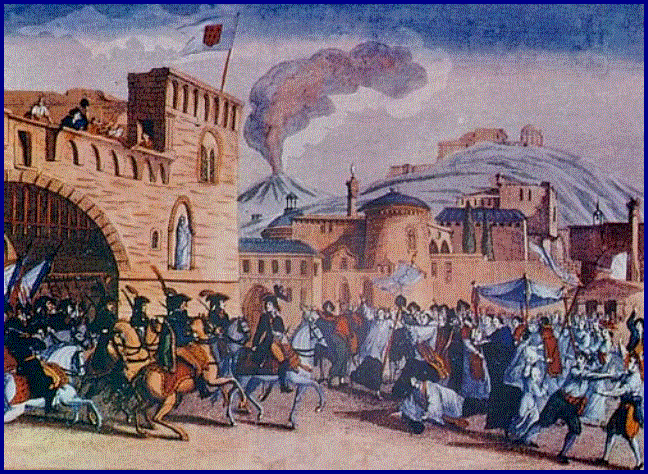
Entrada de Championnet en Nápoles

Tras la deriva de los acontecimientos, reinó el caos y el desconcierto. Los lazzaroni masacraron un gran número de personas sospechosas de simpatías republicanas, mientras que la nobleza y las clases educadas, abandonadas por su rey, empezaron a contemplar una República amparada por Francia con el fin de evitar la anarquía. El 12 de enero de 1799 Pignatelli firmó en Sparanise la entrega de la ciudad al general de los franceses, Jean-Étienne Championnet. Cuando la noticia del tratado con los franceses llegó a Nápoles y las provincias, los lazzaroni se rebelaron. Aquellos, aunque mal armados y mal disciplinados, se resistieron al enemigo con un coraje desesperado. Mientras tanto, los jacobinos y el republicanismo surgieron en partes de Nápoles, y la guerra civil estalló. El 20 de enero de 1799 los republicanos conquistaron el Castillo de San Elmo, en la propia ciudad de Nápoles, lo que facilitó la entrada de los franceses en la ciudad. Las bajas fueron de 8000 napolitanos y 1000 franceses.

## La República

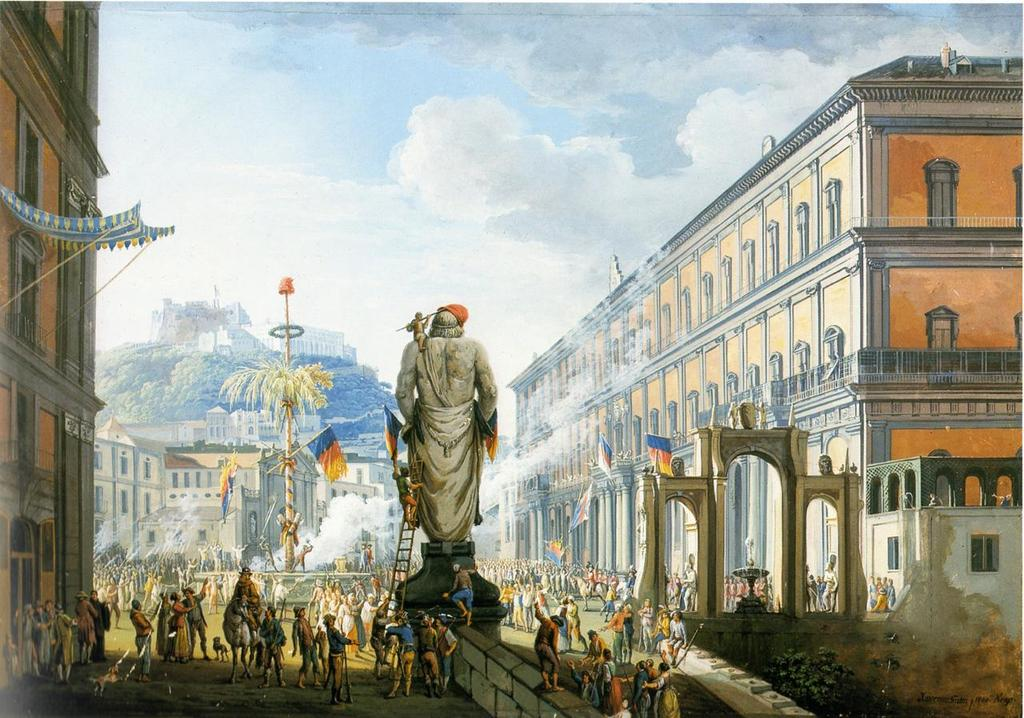
Erección en Nápoles del 'árbol de la libertad' (símbolo de la República francesa). 1799

El 23 de enero de 1799 se proclamó la República Partenopea. Su nombre, Partenopea, se refiere al topónimo antiguo de la colonia griega primigenia que se había asentado en el solar de Nápoles (ver Historia de Nápoles). La República existió únicamente debido al poder del ejército francés, que llevó a cabo una brutal represión contra los napolitanos, llevando a cabo saqueos, violaciones y otros crímenes. Los republicanos fueron hombres de cultura y elevada categoría, pero teorizantes e inexpertos, sabiendo muy poco sobre las clases bajas de su propio país. El gobierno pronto se encontró en dificultades financieras debido a las demandas financieras de Championnet (relevado más tarde por manejo ilícito de la política para su propio interés). Falló en asuntos como la organización de un ejército, lo que hacía que la seguridad de esta república residiese en el propio ejército francés, y tuvo pocos éxitos en los intentos de democratización de las zonas provinciales.

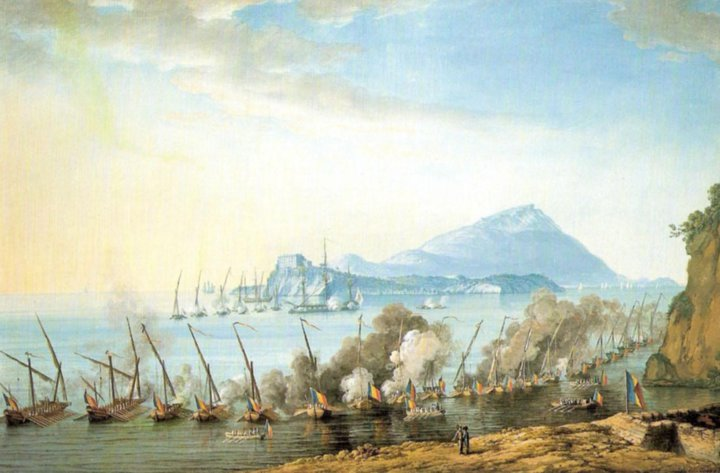
Batalla de republicanos y británicos en Procida

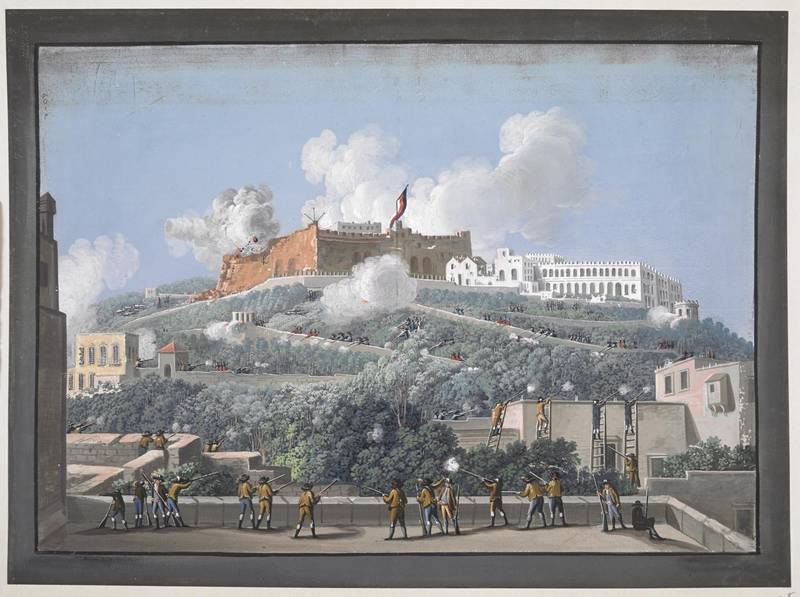
Ataque al Castillo de San Elmo en 1799

Mientras tanto, la corte de Palermo envió al Cardenal Fabrizio Ruffo, un rico e influyente prelado, a Calabria para organizar la contra-revolución. El éxito fue más allá de las expectativas, y con el "Ejército cristiano de la Santa Fe" (Esercito Cristiano della Santa Fede), compuesto por los ladrones, presos, campesinos y algunos soldados, marcharon a través del reino, saqueando, quemando y masacrando. Un escuadrón inglés se acercó a Nápoles y ocupó la isla de Procida, pero después de algunos enfrentamientos con la flota republicana al mando de Francesco Caracciolo, exoficial en la Armada borbónica, los hizo regresar a Palermo, ya que la flota franco-española los esperaba.
Ruffo, junto con los buques rusos y turcos comandados por el Almirante Ushakov, marchó hacia la capital. Los franceses se retiraron, dejando tan solo una pequeña fuerza al mando de Méjean. Los destacamentos republicanos dispersos fueron derrotados y quedaron sólo los reductos de Nápoles y Pescara.
El 13 de junio de 1799 Ruffo y sus tropas llegaron a Nápoles y después de una desesperada batalla en el Puente de la Magdalena, entraron en la ciudad. Durante semanas los calabreses y lazzaroni continuaron el saqueo y la masacre, cosa que Ruffo ni quiso ni habría podido contener. Sin embargo, los realistas aún no eran dueños de la ciudad, ya que los franceses resistían en el Castillo de San Elmo y los republicanos en el Castillo Nuevo y Castillo dell’Ovo, además de continuar el bombardeo de las calles con el objetivo de mantener sus posiciones hasta la llegada de la flota franco-española. Ruffo estaba desesperadamente ansioso por llegar a un acuerdo con los republicanos para la evacuación de los castillos, a pesar de las órdenes de la reina de no llegar a un acuerdo con los rebeldes. Después de algunas negociaciones las partes concluyeron en un armisticio con el que se acordó una capitulación honrosa y acordada (onorevole capitolazione). Esta consistía en la evacuación de los castillos y la liberación de rehenes y guarniciones, dándoles la posibilidad de bien permanecer en Nápoles sin ser molestados o bien permitirles viajar a Tolón.
Mientras los buques se estaban preparando para el viaje a Tolón, fueron liberados todos los rehenes en los castillos salvo a cuatro; pero el 24 de junio de 1799 Nelson llegó con su flota, y al enterarse de la capitulación se negó a reconocerla, exceptuando la medida que afectaba a los franceses.
Ruffo declaró indignado que el tratado debía ser respetado ya que éste había sido firmado no solo por sí mismo sino también por los comandantes rusos y turcos y por el capitán británico Foote. Ante la negativa de Nelson, Ruffo se negó a ayudar en el intento de captura de los castillos. El 26 de junio de 1799 Nelson cambió su actitud y autorizó a Sir William Hamilton, el ministro británico, para informar al cardenal de que finalmente no haría nada para romper el armisticio. Los capitanes Bell y Troubridge, por su parte, tenían autorización de Nelson para no oponerse al embarque de los republicanos. A pesar de estas expresiones fueron equívocas, los republicanos se mostraron satisfechos y embarcaron en los buques preparados para ellos. Pero el 28 de junio Nelson recibió la respuesta contraria de la corte, por lo que, traicionando su propia palabra, detuvo a muchos republicanos. Caracciolo había sido capturado mientras intentaba escapar de Nápoles. Tras la traición británica, fue juzgado por un tribunal militar de los oficiales realistas bajo los auspicios de Nelson y, a bordo del buque insignia de los británicos, fue condenado a muerte y ahorcado en el brazo del mástil.

## Consecuencias

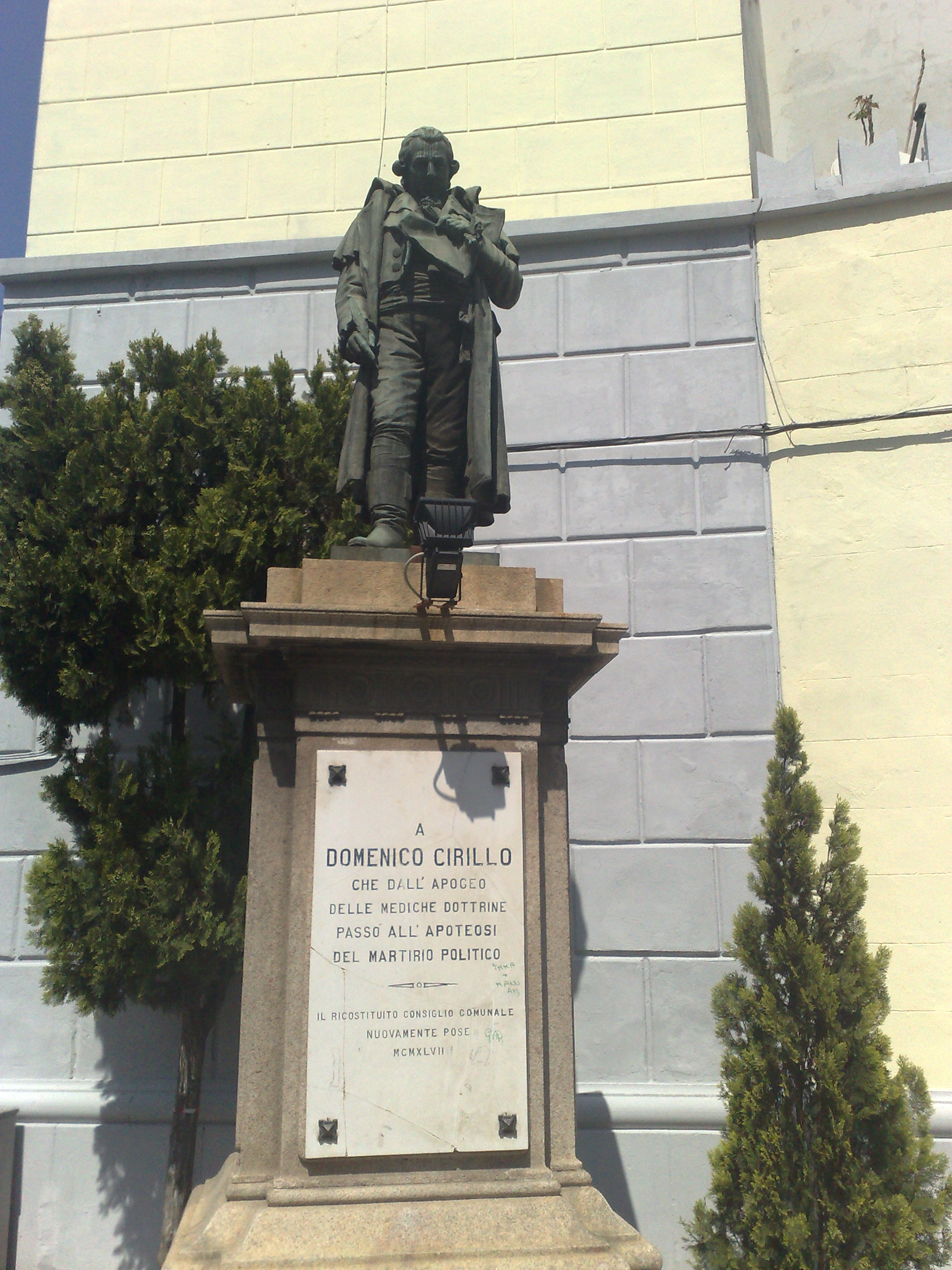
Monumento a Domenico Cirillo

El 8 de julio de 1799, el rey Fernando regresó desde Palermo y entró en Nápoles en la fregata Sirena.
Los juicios siguientes fueron conducidos de manera arbitraria. De los 8000 prisioneros políticos del bando republicano, 122 personas fueron ejecutadas incluyendo al príncipe Gennaro Serra, el filósofo Mario Pagano, el científico Domenico Cirillo, Gabriele Manthonè, ministro de guerra de la república, el general Oronzio Massa (el defensor del Castillo dell'Ovo), el almirante Francesco Caracciolo, el general Ettore Carafa (el defensor de Pescara) y Eleonora Fonseca Pimentel, poetisa de la corte transformada en revolucionara y editora de il Monitore Napoletano, el periódico del gobierno republicano. Más de 500 personas fueron encarceladas y alrededor de 350 deportadas, entre ellas el compositor Domenico Cimarosa. La censura y la opresión posterior de todo movimiento político fue mucho más debilitante para Nápoles.
Después de que se informase de todos estos eventos en Gran Bretaña, Charles James Fox denunció a Nelson en la Cámara de los Comunes por haber estado involucrado en "las atrocidades cometidas en la bahía de Nápoles".